# Jole Galli
Jole Galli (Samedan, 26 luglio 1995) è una sciatrice freestyle ed ex sciatrice alpina italiana.

## Biografia
Originaria di Livigno, ha iniziato la sua carriera nello sci alpino: attiva nei circuiti FIS dal novembre del 2010, ha subito un grave infortunio al ginocchio l'anno successivo ad Antagnod. In Coppa Europa ha esordito il 27 febbraio 2012 all'Abetone in slalom gigante, senza completare la prova, e ha ottenuto il miglior piazzamento il 9 dicembre 2016 a Kvitfjell in supergigante (4ª); ha disputato la sua unica gara in Coppa del Mondo il 28 ottobre 2017 a Sölden in slalom gigante, senza completare la prova.
Dalla stagione 2020-2021 si è dedicata anche al freestyle, specialità ski cross, debuttando nella disciplina in occasione della tappa di Coppa Europa disputata a Reiteralm il 9 gennaio (9ª); si è rivelata rapidamente competitiva e il 6 febbraio successivo ha conquistato il primo podio nel circuito, a Crans-Montana (2ª). Il 19 febbraio nella medesima località ha esordito in Coppa del Mondo (10ª). Il 3 marzo seguente ha preso per l'ultima volta il via nella Coppa Europa di sci alpino, in Val di Fassa in supergigante (28ª), e la sua ultima gara nella disciplina è stata la combinata dei Campionati italiani 2021, disputata il 28 marzo a Santa Caterina Valfurva e chiusa dalla Galli al 12º posto. Nello sci alpino non ha mai preso parte a rassegne iridate.
Dalla stagione 2021-2022 si è dedicata esclusivamente allo ski cross; il 21 novembre ha conquistato nella Pitztal la prima vittoria in Coppa Europa e ai successivi XXIV Giochi olimpici invernali di Pechino 2022, suo esordio olimpico, si è classificata al 10º posto. Il 17 febbraio 2023, chiudendo al 3º posto la gara disputata a Reiteralm, ha conquistato il primo podio personale e per l'Italia in Coppa del Mondo; ai successivi Mondiali di Bakuriani 2023, sua prima presenza iridata, ha conquistato la medaglia di bronzo nella gara a squadre, in coppia con Federico Tomasoni, e si è classificata 11ª in quella individuale. Il 9 febbraio 2025 ha ottenuto a Passo San Pellegrino la prima vittoria in Coppa del Mondo (primo successo di un'italiana nella competizione) e ai successivi Mondiali di Engadina 2025 ha nuovamente vinto la medaglia di bronzo nella gara a squadre.

## Palmarès

### Sci alpino

#### Coppa Europa
- Miglior piazzamento in classifica generale: 17ª nel 2017

#### Campionati italiani
- 1 medaglia:
  - 1 bronzo (discesa libera nel 2017)

### Freestyle

#### Mondiali
- 2 medaglie:
  - 2 bronzi (ski cross a squadre a Bakuriani 2023; ski cross a squadre a Engaldina 2025)

#### Coppa del Mondo
- Miglior piazzamento nella Coppa del Mondo di ski cross: 4ª nel 2025
- 6 podi
  - 2 vittorie
  - 2 secondi posti
  - 2 terzi posti

##### Coppa del Mondo - vittorie
| Data            | Località             | Paese   | Specialità |
| --------------- | -------------------- | ------- | ---------- |
| 9 febbraio 2025 | Passo San Pellegrino | Italia  | SX         |
| 1º marzo 2025   | Gudauri              | Georgia | SX         |

Legenda:

SX = Ski cross

#### Coppa Europa
- Miglior piazzamento nella classifica di ski cross: 2ª nel 2021
- 4 podi:
  - 1 vittoria
  - 1 secondo posto
  - 2 terzi posti

##### Coppa Europa - vittorie
| Data             | Località | Paese   | Specialità |
| ---------------- | -------- | ------- | ---------- |
| 21 novembre 2021 | Pitztal  | Austria | SX         |

Legenda:

SX = ski cross

#### Campionati italiani
- 3 medaglie:
  - 3 ori (ski cross nel 2022; ski cross nel 2023; ski cross nel 2025)